# モンス包囲戦 (1691年)
モンス包囲戦（モンスほういせん、英語: Siege of Mons）は大同盟戦争中の1690年3月15日から4月10日にかけて行われた、スペイン領ネーデルラントのモンスの包囲。モンスの包囲は1691年のネーデルラント戦役におけるフランス軍の主な目標であり、フランス軍は一般的に戦役が始まる時期よりも早くモンスの包囲を開始、僅少な損害でそれを落とした。包囲戦はフランスの勝利に終わったが、会戦ではなく攻城戦が主役であった大同盟戦争ではフランス王ルイ14世も、アウクスブルク同盟を率いたイングランド王兼オランダ総督ウィリアム3世も決定的な会戦に持ち込むことができなかった。包囲戦の後、ブーフレール公爵は中立のリエージュに砲撃、一方リュクサンブール公爵はハレを占領、また9月のリューゼの戦いでは小規模ながらゲオルク・フリードリヒ・フォン・ヴァルデックに勝利した。しかし戦略的にはほとんど進展がなく、1691年の戦役が終わると両軍とも冬営に入った。

## 背景
フランス軍は1690年の戦役で大きな成功を収めた。7月、リュクサンブール公はフルーリュスの戦いで完勝、同盟軍のフランス侵攻の望みを絶った。海戦ではアンヌ・イラリオン・ド・コタンタン提督がビーチー・ヘッドの海戦で英蘭連合艦隊に勝利、また8月にニコラ・カティナが北イタリアのスタッファルダの戦いで勝利した（カティナの軍勢の人数が少なくて戦略的には影響力がなかったが）。アウクスブルク同盟にとっての良い知らせはウィリアム3世がアイルランドのボイン川の戦いでジェームズ2世に勝利したことだけだった。しかし、戦場では勝っていたにもかかわらず、フランスは1690年に同盟を崩壊に追い込めなかった。
1691年、フランスはイタリア北部のニースとスペイン領ネーデルラントのモンスの同時攻撃を計画した。フランスは再びネーデルラント戦役に集中する決定を下し、ルイ14世の陸軍相ルーヴォワ侯爵は1690年よりも大規模なフランス軍をネーデルラントに派遣しようとした。ニースとモンスへの攻撃は戦役の最初期に計画され、セバスティアン・ル・プレストル・ド・ヴォーバンの「敵軍の勢力が戦場に立つ前に攻撃を仕掛けることは大変有利な情勢である」との格言を採用した形となった。
アイルランドでは1691年に入っても戦闘が継続したが、ウィリアム3世は戦況が有利でイングランド王位は確保できたと考え、大陸へ戻った。2月5日にデン・ハーグに入ったウィリアム3世は軍を編成した。総勢22万の軍勢を確保した後、ウィリアム3世は自領に戻った。3月中旬、アウクスブルク同盟の代表に囲まれていたウィリアム3世の許にモンスが包囲されているとの報せが届けられた。

## 包囲

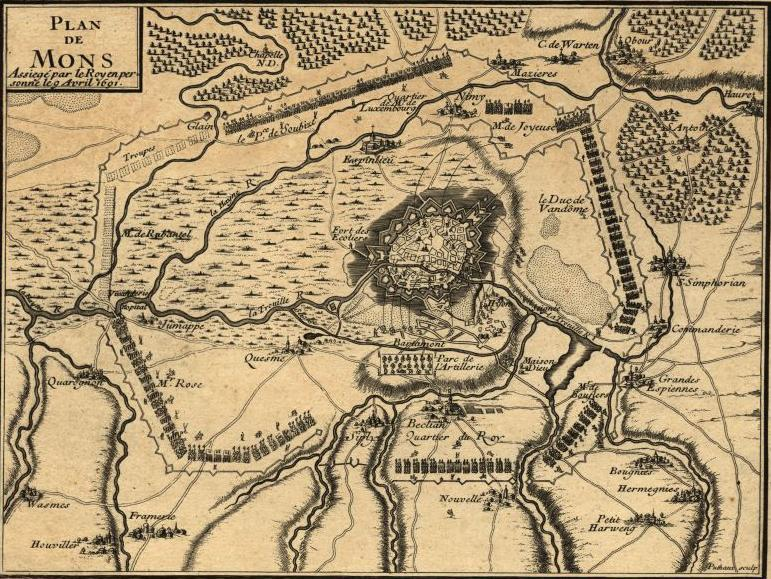
包囲の地図

ルーヴォワは冬に包囲の準備を進め、ナミュール、フィリップヴィル、ディナン、ジヴェなどで補給を用意、塹壕掘りの労働者に少なくとも2万1千人を集めた。
ルイ14世は宮廷とともにスペイン領ネーデルラントでフランス軍と合流、3月21日に前線に到着した。ヴォーバン率いる包囲軍4万6千は駐留軍約4,800人を有するモンスの町を包囲した。ウィリアム3世率いる同盟軍3万8千はモンスを救援しようとしたが、リュクサンブールの監視軍4万6千は同盟軍の包囲を妨害する試みを阻止した。
ブーフレール元帥は3月15日に包囲を開始、10日後に砲撃が開始された。フランス軍は砲台2箇所からそれぞれ臼砲12門で砲撃、30日までに砲弾7千枚と臼砲弾3千枚を発射していた。そして、4月8日の午後5時にモンスの住民が降伏を申し込み、条件の交渉を経て2日後に駐留軍がモンスを退去した。

## その後
モンスの包囲は当時戦役が始まるとされる時期よりも早い時期に終わった。ルイ14世は4月12日にヴェルサイユ宮殿に戻り、ウィリアム3世も自軍を各地への駐留に派遣した後、デン・ハーグに戻った。フランス軍は続いて1691年の戦役のために5つの大軍を編成、それぞれフランドル、モーゼル川、ライン川、ピエモンテ、ルシヨンの戦役に投入した。そのうち、最も大規模な軍勢はリュクサンブール公爵率いる歩兵49個大隊と騎兵140個大隊で、フランドルに向かったが、モンス包囲戦の後は両軍とも動きが少なかった。リュクサンブール公爵は5月末にハレを占領、一方ブーフレールは6月初に中立のリエージュを砲撃したが、いずれも戦況に影響を与えなかった 。戦争の専門家でルイ14世の軍事における助言者であったシャムレー侯爵はこれらの勝利の後には会戦で同盟軍を撃滅して戦争を終わらせるべきだと主張、一方ルーヴォワはブリュッセルへの砲撃で戦争を終わらせると主張したが、リュクサンブールとヴォーバンは反対した。
一方、ウィリアム3世は6月2日にアンデルレヒトに到着、同盟軍63個歩兵大隊と180個騎兵大隊、計5万6千人の指揮を執った。リュクサンブールは巧妙な行軍でウィリアム3世によるディナンの包囲を阻止したが、その後の行軍は効果があまりなかった。ウィリアム3世が指揮をゲオルク・フリードリヒ・フォン・ヴァルデックに任せた後、リュクサンブールの騎兵は9月18日のリューゼの戦いで同盟軍の一部を敗走させ、その後は両軍とも冬営に入った。